# Sebastian Thomas
Sebastian Thomas (Providence (Rhode Island), es un baloncestista estadounidense que pertenece a la plantilla del FC Cartagena Baloncesto de la Primera FEB. Con 1,85 metros de estatura, juega en la posición de base.

## Trayectoria deportiva
Nacido en Long Island City, es un base formado en el Hoosac School de Hoosick Falls en Nueva York hasta 2021, cuando ingresó en la Universidad de Rhode Island, situada en Kingston, Rhode Island, donde jugaría durante 2 temporadas la NCAA con los Rhode Island Rams, desde 2021 a 2023.
En 2023, ingresa en la Universidad de Albany, situada en Albany, Nueva York, donde jugaría durante la temporada 2023-24 la NCAA con los Albany Great Danes.
En 2023, regresa a la Universidad de Rhode Island, donde jugaría la NCAA en su última temporada universitaria con los Rhode Island Rams.
Tras no ser drafteado en 2025, disputa la Liga de Verano de la NBA con los New York Knicks.
El 7 de agosto de 2025, firma por el FC Cartagena Baloncesto de Primera FEB.